# ان براون
ان براون (انگلیسی: Anne Brown; ۹ اوت ۱۹۱۲ – ۱۳ مارس ۲۰۰۹) خواننده، و خواننده اپرا اهل ایالات متحده آمریکا بود.
از فیلم‌ها یا برنامه‌های تلویزیونی که وی در آن نقش داشته‌است می‌توان به راپسودی در بلو اشاره کرد.